# Roman Jaremčuk
Roman Olehovič Jaremčuk (* 27. listopadu 1995 Lvov) je ukrajinský profesionální fotbalista, který hraje na pozici útočníka či křídelníka ve španělském klubu Valencia CF, kde je na hostování z Club Brugge KV, a v ukrajinském národním týmu.

## Klubová kariéra

### Dynamo Kyjev
Jaremčuk je odchovancem Karpaty Lviv, odkud následně přešel do akademie Dynama Kyjev. Jaremčuk debutoval v klubu 6. září 2008 v juniorské nejvyšší soutěži. Ve svém prvním zápase, proti FC Yunist Černihiv, dvakrát skóroval. V sezóně odehrál 21 zápasů a vsítil 10 gólů v juniorském týmu. V rezervním týmu debutoval v utkání proti Desně Černihiv dne 14. července 2013 v druhé nejvyšší soutěži.

#### FK Oleksandrija (hostování)
Na sezónu 2016/17 odešel na hostování do prvoligového klubu FK Oleksandrija a v říjnu 2016 Jaremčuk získal ocenění pro hráče měsíce v Premjer-liha.

### KAA Gent
V srpnu 2017 přestoupil Jaremčuk do belgického klubu KAA Gent, kde podepsal čtyřletou smlouvu. V klubu debutoval 27. srpna 2017, když v 86. minutě domácí remízy 0:0 proti Anderlechtu vystřídal Mamadoua Syllu. 3. listopadu 2017 vstřelil svůj soutěžní gól v klubu, a to při domácím vítězství 1:0 nad Standardem Lutych. Gól, na který asistoval Deiver Machado, vstřelil v 50. minutě. Dne 20. ledna 2020 utrpěl Jaremčuk zranění achilovky.

### Benfica Lisabon
Na konci července roku 2021 přestoupil Jaremčuk do portugalského klubu Benfica Lisabon, který za něj zaplatil 17 milionů eur a podepsal s ním smlouvu do roku 2026. Svůj první zápas za tento klub odehrál 10. srpna 2021 proti Spartaku Moskva (2:0) ve 3. předkole Ligy mistrů 2021/22, kdy nastoupil na závěrečných 25 minut a vystřídal na hřišti Goncala Ramose. Premiérový gól vstřelil o čtyři dny později v ligovém duelu proti Arouce, jímž přispěl k výhře 2:0. Portugalský klub nicméně od hráče čekal větší gólovou produkci a po jedné sezóně ho prodal.

### Club Bruggy
V závěru letního přestupového období roku 2022 se Jaremčuk vrátil do Belgie, ovšem tentokrát do týmu Club Bruggy, který ho koupil za částku 16 milionů eur. To byla rekordní přestupová částka, kterou kdy belgický klub utratil za hráče.  Kontrakt podepsal na další čtyři roky. Ovšem jeho angažmá v Bruggách zůstalo daleko za očekáváním, když za celou sezónu dal pouhé dva ligové góly. Ten první hned po 19 minutách pobytu na trávníku ve svém premiérovém ligovém zápase proti Cercle Bruggy. V poslední den letního přestupového období roku 2023 ho vedení poslalo na hostování do španělské Valencie. 

### Valencia CF
Dne 1. září 2023 získal Jaremčuka klub španělské ligy Valencia CF na roční hostování bez opce na přestup.

## Statistiky

### Klubové
K  1. září 2023
| Klub                 | Sezóna  | Liga               | Liga   | Liga | Pohár  | Pohár | Evropské poháry | Evropské poháry | Ostatní | Ostatní | Celkem | Celkem |
| Klub                 | Sezóna  | Liga               | Zápasy | Góly | Zápasy | Góly  | Zápasy          | Góly            | Zápasy  | Góly    | Zápasy | Góly   |
| -------------------- | ------- | ------------------ | ------ | ---- | ------ | ----- | --------------- | --------------- | ------- | ------- | ------ | ------ |
| Dynamo Kyjev         | 2015/16 | Premjer-liha       | 0      | 0    | 1      | 0     | 0               | 0               | 0       | 0       | 1      | 0      |
| Dynamo Kyjev         | 2016/17 | Premjer-liha       | 9      | 0    | 1      | 0     | 0               | 0               | 0       | 0       | 10     | 0      |
| Dynamo Kyjev         | Celkem  | Celkem             | 9      | 0    | 2      | 0     | 0               | 0               | 0       | 0       | 11     | 0      |
| Oleksandrija (host.) | 2016/17 | Premjer-liha       | 14     | 5    | 1      | 1     | 2               | 0               | —       | —       | 17     | 6      |
| Gent                 | 2017/18 | Jupiler Pro League | 32     | 9    | 2      | 0     | —               | —               | —       | —       | 34     | 9      |
| Gent                 | 2018/19 | Jupiler Pro League | 37     | 8    | 4      | 3     | 4               | 1               | —       | —       | 45     | 12     |
| Gent                 | 2019/20 | Jupiler Pro League | 18     | 10   | 1      | 0     | 11              | 7               | —       | —       | 30     | 17     |
| Gent                 | 2020/21 | Jupiler Pro League | 34     | 20   | 2      | 1     | 7               | 2               | —       | —       | 43     | 23     |
| Gent                 | Celkem  | Celkem             | 121    | 47   | 9      | 4     | 22              | 10              | 0       | 0       | 152    | 61     |
| Benfica              | 2021/22 | Primeira Liga      | 23     | 6    | 2      | 0     | 13              | 3               | —       | —       | 38     | 9      |
| Benfica              | 2022/23 | Primeira Liga      | 2      | 0    | 0      | 0     | 3               | 0               | —       | —       | 5      | 0      |
| Benfica              | Celkem  | Celkem             | 25     | 6    | 2      | 0     | 16              | 3               | 0       | 0       | 43     | 9      |
| Valencia CF          | 2023/24 | La Liga            |        |      |        |       |                 |                 |         |         |        |        |
| Celkem               | Celkem  | Celkem             | 169    | 58   | 14     | 5     | 40              | 13              | 0       | 0       | 223    | 76     |

### Reprezentační
K 1. září 2023
| Ukrajina | Ukrajina | Ukrajina |
| Rok      | Zápasy   | Góly     |
| -------- | -------- | -------- |
| 2018     | 4        | 0        |
| 2019     | 8        | 5        |
| 2020     | 7        | 1        |
| 2021     | 17       | 6        |
| 2022     | 6        | 1        |
| 2023     | 1        | 0        |
| Celkem   | 43       | 13       |

#### Reprezentační góly
K zápasu odehranému 1. září 2023. Skóre a výsledky Ukrajiny jsou vždy zapisovány jako první
| Gól | Datum              | Místo                                                  | Soupeř            | Skóre | Výsledek | Soutěž                                        |
| --- | ------------------ | ------------------------------------------------------ | ----------------- | ----- | -------- | --------------------------------------------- |
| 1   | 7. června 2019     | Arena Lviv, Lvov, Ukrajina                             | Srbsko            | 4:0   | 5:0      | Kvalifikace na Mistrovství Evropy 2020        |
| 2   | 10. června 2019    | Arena Lviv, Lvov, Ukrajina                             | Lucembursko       | 1:0   | 1:0      | Kvalifikace na Mistrovství Evropy 2020        |
| 3   | 10. září 2019      | Dnipro-Arena, Dnipro, Ukrajina                         | Nigérie           | 2:2   | 2:2      | Přátelský zápas                               |
| 4   | 14. října 2019     | Národní sportovní komplex Olimpijskyj, Kyjev, Ukrajina | Portugalsko       | 1:0   | 2:1      | Kvalifikace na Mistrovství Evropy 2020        |
| 5   | 17. listopadu 2019 | Stadion Crvena Zvezda, Bělehrad, Srbsko                | Srbsko            | 1:1   | 2:2      | Kvalifikace na Mistrovství Evropy 2020        |
| 6   | 14. listopadu 2020 | Red Bull Arena, Lipsko, Německo                        | Německo           | 1:0   | 1:3      | Liga národů UEFA 2020/21                      |
| 7   | 31. března 2021    | Národní sportovní komplex Olimpijskyj, Kyjev, Ukrajina | Kazachstán        | 1:0   | 1:1      | Kvalifikace na Mistrovství světa 2022         |
| 8   | 7. června 2021     | Stadion Metalist, Charkov, Ukrajina                    | Kypr              | 3:0   | 4:0      | Přátelský zápas                               |
| 9   | 13. června 2021    | Johan Cruyff Arena, Amsterdam, Nizozemsko              | Nizozemsko        | 2:2   | 2:3      | Mistrovství Evropy 2020                       |
| 10  | 17. června 2021    | Arena Nationala, Bukurešť, Rumunsko                    | Severní Makedonie | 2:0   | 2:1      | Mistrovství Evropy 2020                       |
| 11  | 1. září 2021       | Astana Arena, Astana, Kazachstán                       | Kazachstán        | 1:0   | 2:2      | Kvalifikace na Mistrovství světa 2022         |
| 12  | 10. září 2021      | Olympijský stadion, Helsinky, Finsko                   | Finsko            | 2:1   | 2:1      | Kvalifikace na Mistrovství světa 2022         |
| 13  | 1. června 2022     | Hampden Park, Glasgow, Skotsko                         | Skotsko           | 2:0   | 3:1      | Kvalifikace na Mistrovství světa 2022 – Baráž |